# Alpha Epsilon Pi
Alpha Epsilon Pi (ΑΕΠ) o (AEPi) es una fraternitat d'estudiants jueva. Actualment té més de 170 capítols actius en els Estats Units, Canadà, Regne Unit, Israel, França, Àustria i Austràlia, amb un total de 9.000 estudiants. Alpha Epsilon Pi es una fraternitat jueva, tot i que no és discriminatoria i està oberta a tots aquells disposats a acceptar els seus valors.
En l'any 1913 Charles C. Moskowitz, un estudiant jueu de la Universitat de Nova York, va ser admès en una fraternitat a causa de les seves habilitats com a jugador de basketball. Després d'esser admès, va demanar que els seus amics jueus poguessin entrar també en la fraternitat, però la seva petició va ser denegada, aleshores Moskowitz va decidir fundar la seva propia fraternitat: Alpha Epsilon Pi. Charles C. Moskowitz i els seus amics van començar a reunir-se de nit en un restaurant alemany.
Els fundadors, oficialment coneguts amb el nom dels onze inmortals, es reunien, malgrat els seus horaris, per tal de discutir les funcions pròpies d'una fraternitat jueva, i com aquesta podia desenvolupar-se. Després de mesos de deliberacions, els homes van decidir fer oficial la seva fraternitat davant de la direcció de la universitat, una empresa en la qual van tenir força èxit.
Actualment, Alpha Epsilon Pi és la major fraternitat jueva del Món, té més de 150 capítols en els Estats Units, i existeix des de fa 100 anys. Ha sobreviscut com a fraternitat i ha esdevingut una segona llar per als estudiants jueus. AEPi continua prosperant, i ha estat fidel a l'esperit dels seus fundadors fins avui en dia.
Alpha Epsilon Pi, fou fundada per oferir oportunitats als estudiants jueus que cerquen trobar la millor experiència universitària i fraternal. AEPi ha mantingut la integritat del seu objectiu, tot reforçant els lligams amb la comunitat jueva i servint com un enllaç entre la universitat i la vida professional. Alpha Epsilon Pi desenvolupa les qualitats de lideratge dels seus membres en un moment crític en la vida dels joves. AEPi dona coratge al estudiant, per tal de restar concentrat, sobre els ideals, els valors i l'ètica de la comunitat jueva. AEPi prepara a l'estudiant per esdevenir un dels líders del demà, de manera que pugui ajudar a la comunitat i al seu poble.